# 馬頭魚尾怪

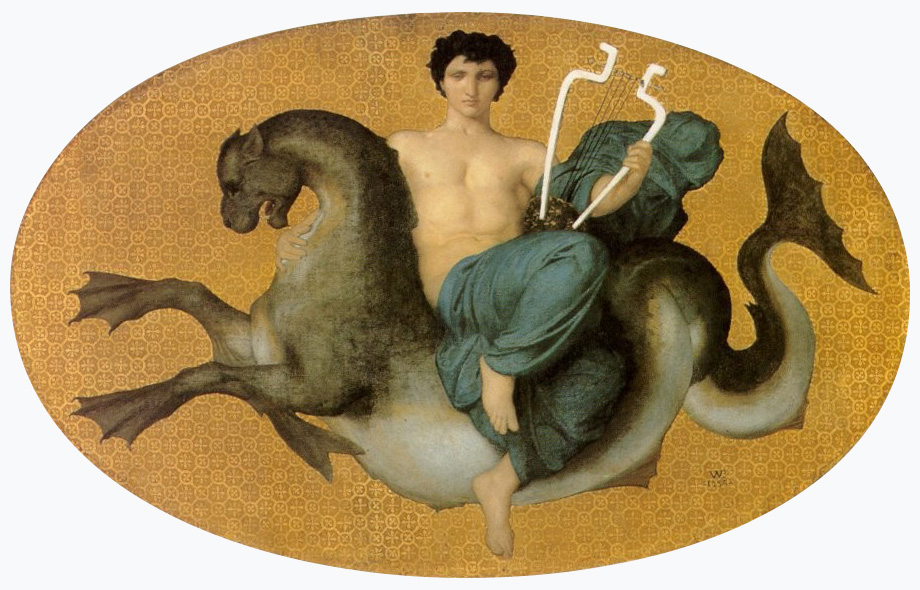
威廉·阿道夫·布格羅，《海馬身上的阿里翁》（1855）

馬頭魚尾怪（希臘語：ἱππόκαμπος，來自——馬，及——怪物的結合）在英文中常稱作海馬（sea-horse），雖然現在只有希臘名稱，但實際上它是同時出現在腓尼基 和希臘神話中的一種生物。這種生物後來被吸納入伊特魯里亞神話中。一般被描述為後半身是蜷曲的有鱗魚的馬狀生物。

## 神話學

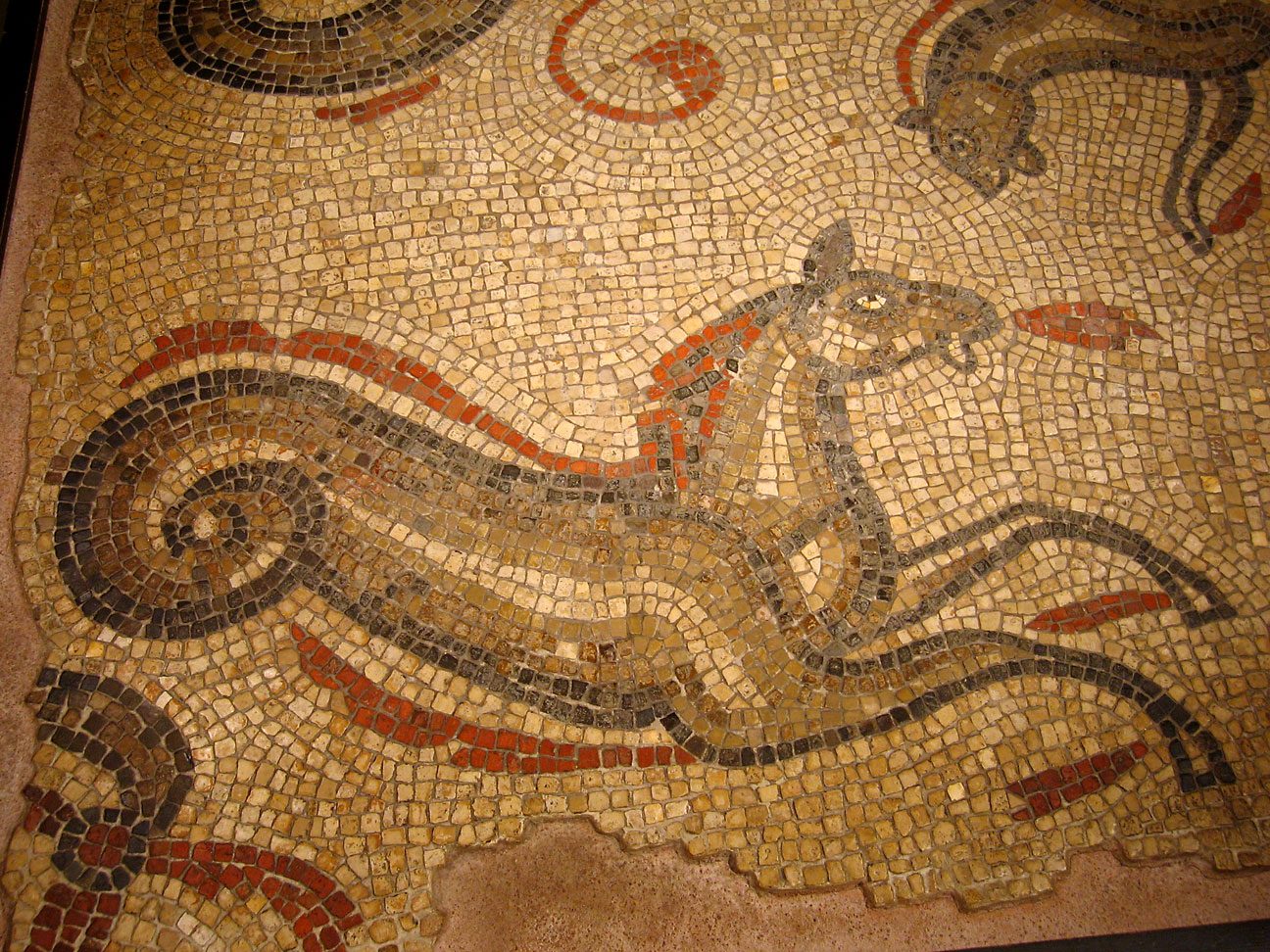
羅馬公共浴場中的鑲嵌畫，巴斯

### 腓尼基和呂底亞
公元前四世紀在泰爾鑄造的硬幣上就已經出現有美刻爾騎在馬頭魚尾怪上的圖案了。 呂底亞王室的貯藏中也發現了馬頭魚尾怪的形象，其歷史可追溯到公元前六世紀。

### 希臘和羅馬

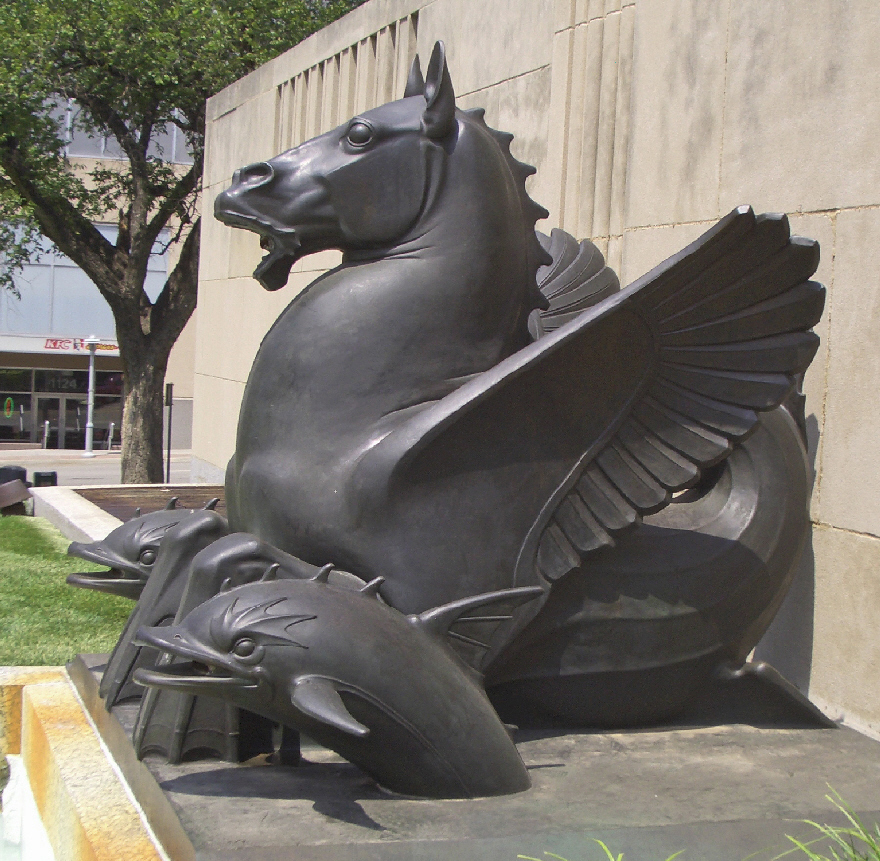
堪薩斯城裝飾風藝術噴泉上的有翼馬頭魚尾怪，1937年

在荷馬的《伊利亞特》中，荷馬曾描述波塞冬由黃銅蹄子的馬拉著在海面上奔馳的場景， 羅德島的阿波羅尼烏斯和瓦萊里烏斯·弗拉庫斯也曾描過繪類似的場景。 在希臘化時代和羅馬帝國時，拉馬車者便變成了馬頭魚尾怪，在之後的許多藝術作品中，馬頭魚尾怪和波塞冬一起出現的形象也屢見不鮮。
亞加亞附近赫里克的一座神廟是供奉波塞冬的， 據說當這座城市被洪水淹沒時，其上波塞冬與馬頭魚尾怪的銅像拖住了漁夫的漁網。 科林斯曾有一座鍍金青銅和象牙做成的雕像被認為是馬頭魚尾怪。 在羅馬帝國的許多公共浴場都有馬頭魚尾怪的鑲嵌畫。

### 伊特魯里亞
馬頭魚尾怪出現在伊特魯里亞文明的第一次東方化時期，是當時墓穴壁畫的主題之一， 而且通常會被畫上翅膀。

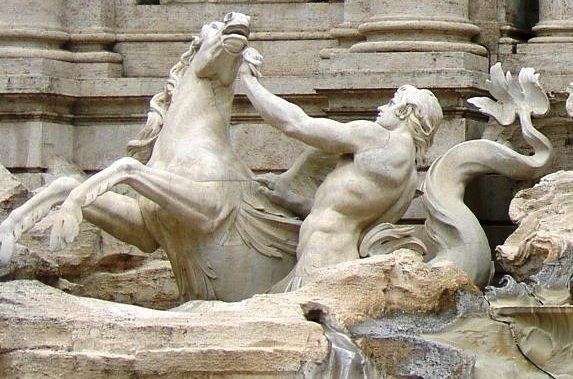
特里同和有翼的馬頭魚尾怪，羅馬特萊維噴泉

### 皮克特人
馬頭魚尾怪也出現在蘇格蘭皮克特人的雕塑上，其象徵意義不明。它到底源自何方也依然是個謎。

### 中世紀到現在
在文藝復興時期，馬頭魚尾怪常被用作紋章的一個要素。海事相關組織及個人尤常用到。不過在描述紋章時，hippocamp 和hippocampus指的是真的海馬，而seahorse指的才是馬頭魚尾怪。
18世紀後期建成的特萊維噴泉中有馬頭魚尾怪。1933年建立時，法國航空公司也曾在其標誌中使用馬頭魚尾怪的形象，在現在的飛行員室中還可以見到其蹤跡。

## 外部連結
- Theoi Project - Hippokampoi （页面存档备份，存于）
- A gold fibula, part of the "Lydian treasures" found in the former Lydian kingdom, made in the second half of the sixth century BC （页面存档备份，存于）.